# Osticythere reticulata
Osticythere reticulata is een mosselkreeftjessoort uit de familie van de Osticytheridae. De wetenschappelijke naam van de soort is voor het eerst geldig gepubliceerd in 1980 door Hartmann.